# Lairg
Lairg är en ort i Storbritannien.   Den ligger i kommunen Highland och riksdelen Skottland, i den norra delen av landet, 800 km norr om huvudstaden London. Lairg ligger 95 meter över havet och antalet invånare är 900. Den ligger vid sjön Loch Bhanabhaidh.
Terrängen runt Lairg är platt österut, men västerut är den kuperad. Lairg ligger nere i en dal.  Trakten runt Lairg är nära nog obefolkad, med mindre än två invånare per kvadratkilometer. Lairg är det största samhället i trakten. Trakten runt Lairg består i huvudsak av gräsmarker.